# Stef Gronsveld
Stef Gronsveld (Delft, 11 januari 1996) is een Nederlands voormalig voetballer die doorgaans speelde als linksback. Tussen 2016 en 2020 was hij actief voor FC Emmen en FC Dordrecht.

## Clubcarrière
Gronsveld begon zijn carrière in de jeugd van Vitesse Delft en kwam in 2007 bij Feyenoord terecht. Gedurende acht jaar doorliep hij de Rotterdamse opleiding, alvorens hij in de zomer van 2015 overgeheveld werd naar het eerste elftal. Dat seizoen raakte hij echter geblesseerd aan zijn hamstring en de vleugelverdediger moest bijna het gehele seizoen aan zich voorbij laten gaan. Aan het einde van het seizoen 2015/16 nam Feyenoord afscheid van Gronsveld, die de wedstrijdselectie van het eerste elftal nog niet gehaald had. Hij vervolgde zijn carrière bij FC Emmen, waar hij zijn handtekening zette onder een verbintenis voor de duur van twee seizoenen, met een optie op een derde. Nog voor de start van de competitie moest hij weer een aantal maanden langs de kant toekijken, ditmaal met een heupblessure. Door de blessure zou hij in eerste instantie vier maanden geveld zijn, maar dat werden er uiteindelijk twaalf. Pas in september 2017 maakte Gronsveld zijn rentree bij de beloften van Emmen. Op 12 januari 2018 mocht de vleugelverdediger zijn debuut maken in het betaalde voetbal. Op bezoek bij FC Eindhoven stond zijn ploeg met 2–0 achter door goals van Elton Kabangu en Branco van den Boomen toen Gronsveld van coach Dick Lukkien zes minuten voor het einde van de wedstrijd in mocht vallen voor Jeroen Veldmate. Uiteindelijk werd het 2–1 doordat Omran Haydary nog de aansluitingstreffer maakte. De optie in zijn verbintenis werd aan het einde van het seizoen 2017/18 verlengd, waardoor Gronsveld tot medio 2019 vastgelegd werd. Na afloop van dit contract verkaste de verdediger transfervrij naar FC Dordrecht, waar hij voor twee seizoenen tekende. In de zomer van 2020 besloot Gronsveld op vierentwintigjarige leeftijd een punt te zetten achter zijn loopbaan om zich op zijn studie te richten.

## Clubstatistieken
| Seizoen | Club         | Competitie     | Competitie | Competitie | Beker | Beker | Nacompetitie | Nacompetitie | Totaal | Totaal |
| Seizoen | Club         | Competitie     | Wed.       | Dlp.       | Wed.  | Dlp.  | Wed.         | Dlp.         | Wed.   | Dlp.   |
| ------- | ------------ | -------------- | ---------- | ---------- | ----- | ----- | ------------ | ------------ | ------ | ------ |
| 2016/17 | FC Emmen     | Eerste divisie | 0          | 0          | 0     | 0     | 0            | 0            | 0      | 0      |
| 2017/18 | FC Emmen     | Eerste divisie | 11         | 1          | 0     | 0     | 3            | 0            | 14     | 1      |
| 2018/19 | FC Emmen     | Eredivisie     | 12         | 1          | 1     | 0     | 0            | 0            | 13     | 1      |
| 2019/20 | FC Dordrecht | Eerste divisie | 13         | 1          | 2     | 0     | —            | —            | 15     | 1      |
| Totaal  | Totaal       | Totaal         | 36         | 3          | 3     | 0     | 3            | 0            | 42     | 3      |